# Dasineura theobromae
Dasineura theobromae är en tvåvingeart som beskrevs av Maia och Vasguez 2006. Dasineura theobromae ingår i släktet Dasineura och familjen gallmyggor.
Artens utbredningsområde är Peru. Inga underarter finns listade i Catalogue of Life.